# Vista Outdoor
Vista Outdoor est une entreprise américaine spécialisée dans la vente d'armes à feu et dans le sport de pleine nature.

## Histoire
Elle est issue de la scission des activités d'armes à feu et de sport en plein air d'ATK, à la suite de la fusion entre ATK et Northrop Grumman.
En octobre 2020, Vista Outdoor reprend pour 81 millions de dollars l'activité de munitions de Remington Arms, qui est alors placé sous le régime de protection contre les faillites.
Elle détient :
- Bell Sports (en)
- Bushnell Corporation (en)
- CamelBak (en)
- CCI Ammunition
- Federal Premium Ammunition (en)
- Fox Head Inc.
- Giro (company) (en)
- Savage Arms Company
- Stevens Arms
- Tasco Worldwide (en)